# نيل أوستن
نيل أوستن (بالإنجليزية: Neil Austin)‏ (26 أبريل 1983 ببارنسلي في المملكة المتحدة - ) هو لاعب كرة قدم بريطاني في مركز الدفاع. شارك مع منتخب إنجلترا تحت 16 سنة لكرة القدم ومنتخب إنجلترا تحت 17 سنة لكرة القدم. أما مع النوادي، فقد لعب مع نادي بارنسلي ونادي هارتلبول يونايتد ونادي غيتزهد ودارلينجتون إف سى.

## وصلات خارجية
- نيل أوستن على موقع قاعدة بيانات كرة القدم.إي يو (الإنجليزية)
- نيل أوستن على موقع Soccerbase.com (لاعب) (الإنجليزية)